# Muntênia

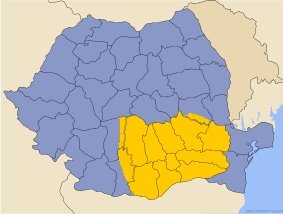
Mapa da Romênia com a Muntênia em destaque

A Muntênia (português brasileiro) ou Munténia (português europeu) (ou Valáquia Maior) é uma província histórica da Romênia, parte da região histórica da Valáquia. Está localizada entre o rio Danúbio (sul e leste), os montes Cárpatos e a Moldávia (ambos ao norte), e o rio Olt (oeste). Este rio é a fronteira natural da Muntênia com a Oltênia (ou Pequena Valáquia).
A capital da Romênia, Bucareste, está situada na Muntênia. Outras importantes localidades são: 
- Brăila
- Buzău
- Piteşti
- Ploieşti
- Târgovişte